# Vabicaserin
Vabicaserin (SCA-136) je antipsihotik i anoreksik. Razvoj ovog leka je zaustavljen tokom kliničkih ispitivanja za tretman psihoze. On je takođe izučavan kao antidepresiv ali je razvoj za tu indikaciju takođe obustavljen.